# エウクラティデス1世
エウクラティデス1世（ギリシア語: Ευκρατίδης Α΄、生没年不詳）は、第6代グレコ・バクトリア王国の国王。シリア王アンティオコス4世の従兄弟。

## 生涯
紀元前171年頃、エウクラティデスはアンティマコス1世からバクトリア王位を簒奪すると、グレコ・バクトリア王国の支配権を握るとともに、エウクラティディアという都市を建設した。
エウクラティデスは北のソグディア人を征伐した後、続いてインド征伐に乗り出すことにした。時にインドではデメトリオス2世がインド・グリーク朝の王位にあり、インド人およびアリアネ地方の諸族を支配下に入れていたので、エウクラティデスはまずヒンドゥークシュ山脈を越えてアリアネ地方の制圧に向かった。
紀元前164年頃、シリア王アンティオコス4世（在位：前175年 - 前164年）の死とエウクラティデスの留守に乗じて、パルティア軍がバクトリアに侵攻し、アスピオノス総督区とトゥリウァ総督区を奪い取った。その時の様子をポンペイウス・トログスは以下のように記している。
| 「 | ほとんど同じころ、パルティアでミトリダテスが王権を握ったように、バクトリアでエウクラティデスが王権を握ったが、両者とも偉大な人物であった。しかし、パルティア人の運命の方がより幸福で、それは指導者としての彼の下で、彼らを支配権の頂点へと導いた。一方、バクトリア人は種々の戦争で倒され、王国だけでなく、自由をも失った。というのも、彼らはソグディア人、アラコシア人、ドランカェ人、アレイ人、インディ人との戦争に疲れ果て、最後に無力なパルティア人に、あたかも血の気をなくした者のように制圧されたからである。＜ポンペイウス・トログス『ピリッポス史』第41巻＞ | 」 |

しかし、エウクラティデスは多くの戦争を大変な勇気で遂行し、それらの戦争で兵力を消耗したが、それでもインド王デメトリオス2世に攻囲された時、300人の兵士で6万人の敵を絶え間ない突撃で破った。そのようにして5カ月目に彼は攻囲から解放され、インドを自らの勢力下に入れた。
紀元前156年頃、エウクラティデスはインドから帰る途中、王国の共同統治者にしておいた息子によって殺された。息子はこの親殺しを隠そうとはせず、あたかも父親をではなく敵を殺したかのように、その血の中で戦車を操縦した。そして遺体を埋葬せずに、捨てておくように命じた。

## エウクラティデス1世のコイン

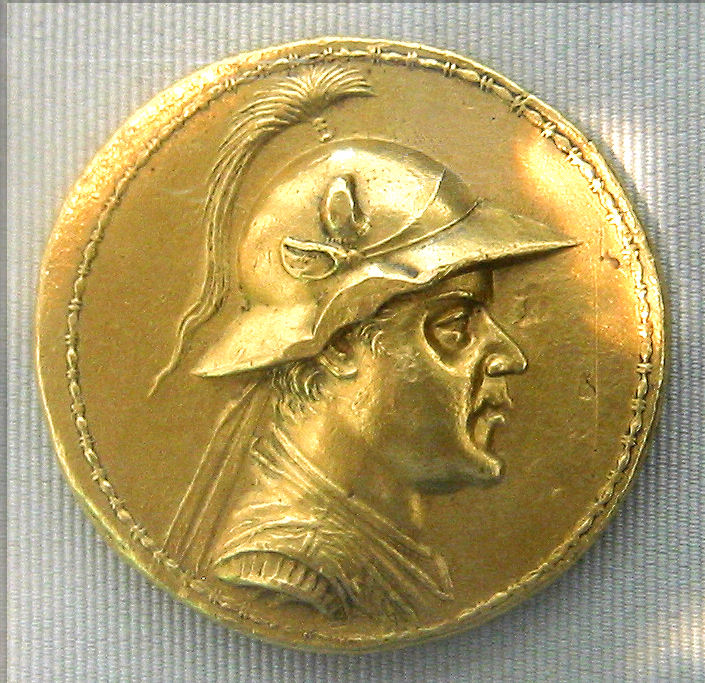
エウクラティデス1世の金貨。
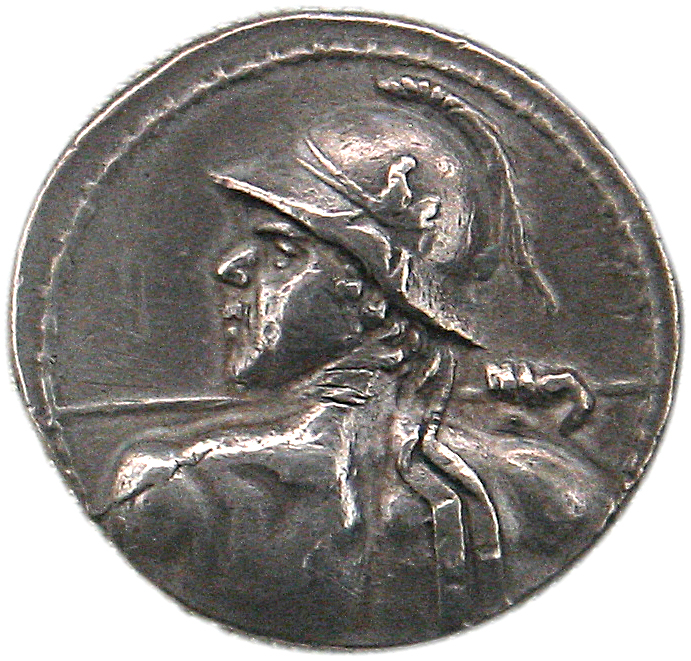
エウクラティデス1世の銀貨。
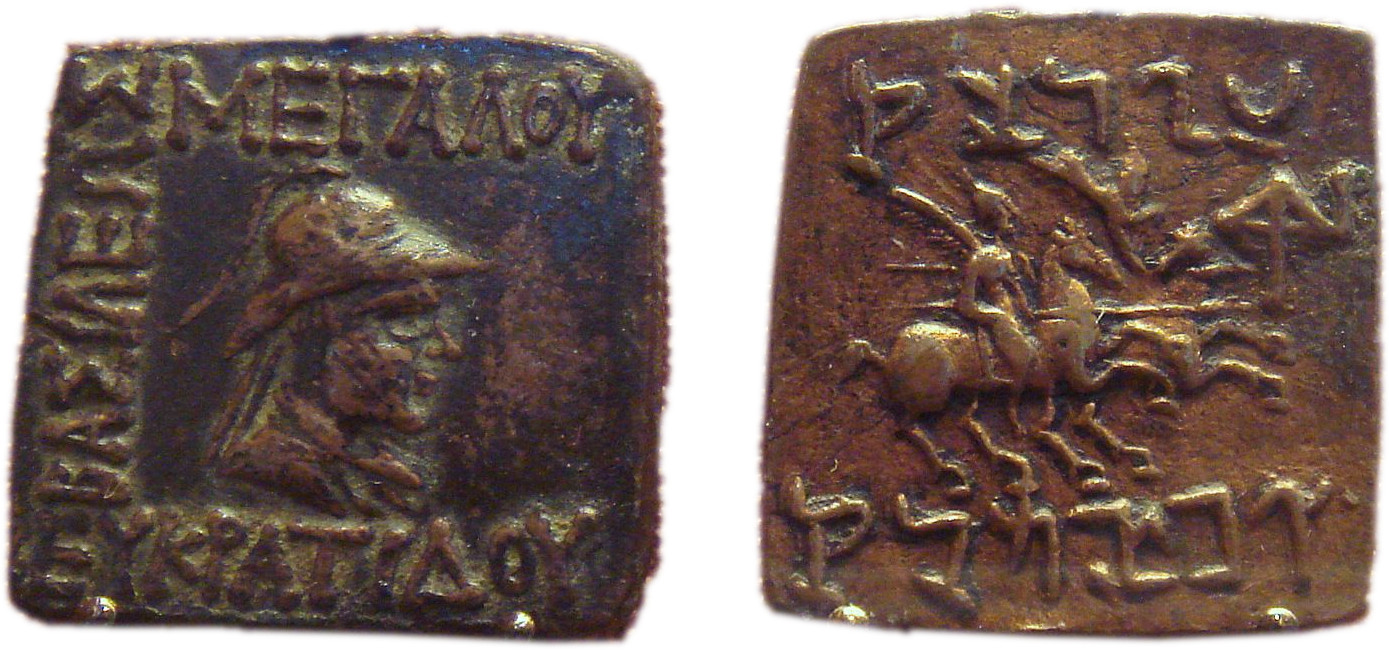
インド征服後のバイリンガルコイン。ギリシャ文字とカローシュティー文字が使われている。
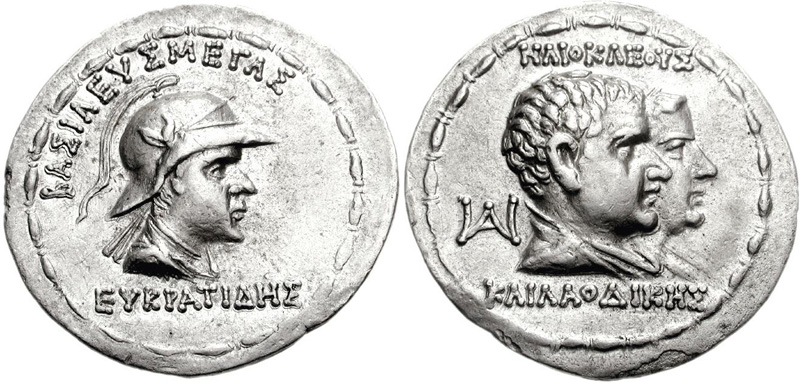
テトラドラクマ銀貨。裏にはヘリオクレスとラオディケ（親？）が描かれている。
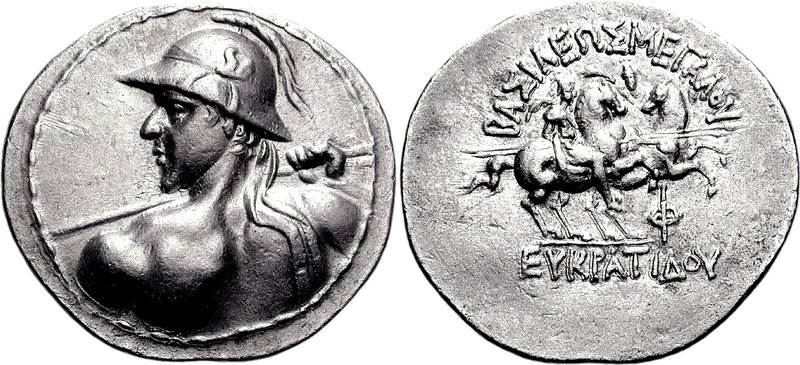
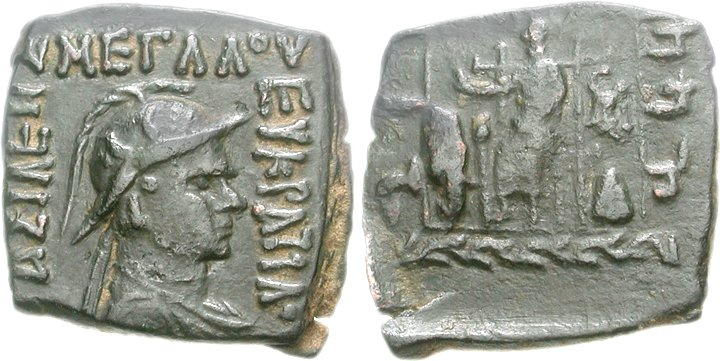

## 参考資料
- ポンペイウス・トログス / ユスティヌス抄録『地中海世界史』 合阪學 訳、京都大学学術出版会〈西洋古典叢書〉、1998年、ISBN 4876981078
- ストラボン『ギリシア・ローマ世界地誌Ⅱ』 飯尾都人訳、龍溪書舎、1994年、ISBN 4844783777